# Alija del Infantado
Alija del Infantado es un municipio y villa española de la provincia de León, en la comunidad autónoma de Castilla y León. Cuenta con una población de 573 habitantes (INE 2024). El municipio, que tuvo el nombre de Alija de los Melones hasta 1960, comprende además las pedanías de La Nora del Río y Navianos de la Vega. Perteneció a la antigua Jurisdicción de Alixa de los Melones.

## Geografía

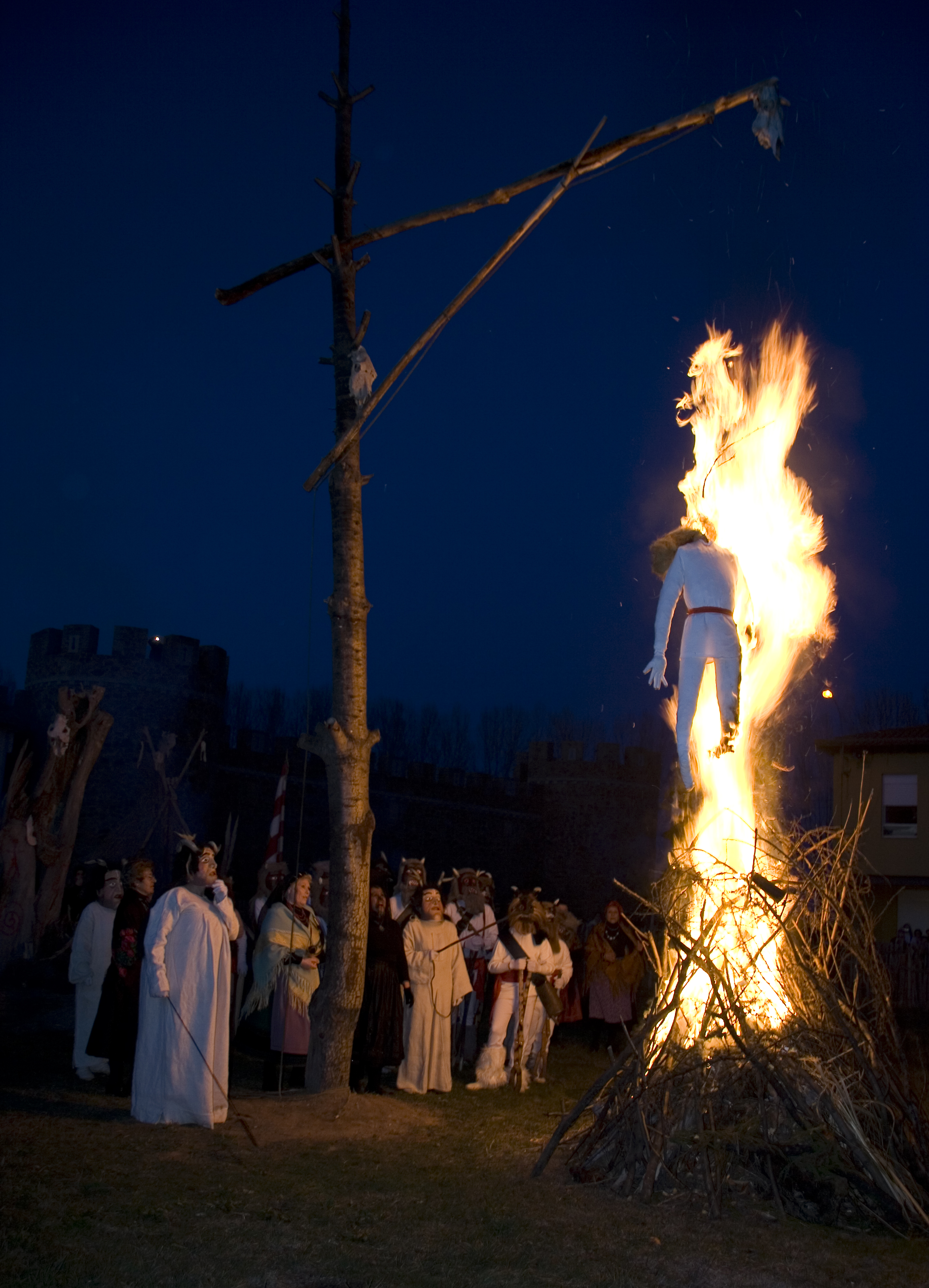
Ritual del Jurru

Alija del Infantado se encuentra al sur de la provincia de León, a una altitud de 740 m s. n. m. (la capital). Su término municipal limita al norte con San Esteban de Nogales, Quintana del Marco y Valcabado del Páramo, al sur con Alcubilla de Nogales de la provincia de Zamora, al este con Pozuelo del Páramo y al oeste con San Esteban de Nogales.
| Noroeste: San Esteban de Nogales                  | Norte: Quintana del Marco   | Noreste: Valcabado del Páramo |
| Oeste: San Esteban de Nogales                     |                             | Este: Pozuelo del Páramo      |
| Suroeste Alcubilla de Nogales, Arrabalde (Zamora) | Sur: Villaferrueña (Zamora) | Sureste: Coomonte (Zamora)    |

### Orografía
A pesar de estar situado en la zona llana de la provincia, su límite occidental lo conforma el monte de Becares, que llega a alcanzar los 895 m s. n. m.

### Hidrografía
El término municipal está bañado por el río Órbigo, que discurre de norte a sur, y por el río Jamuz, que baña la parte norte del municipio.

## Demografía

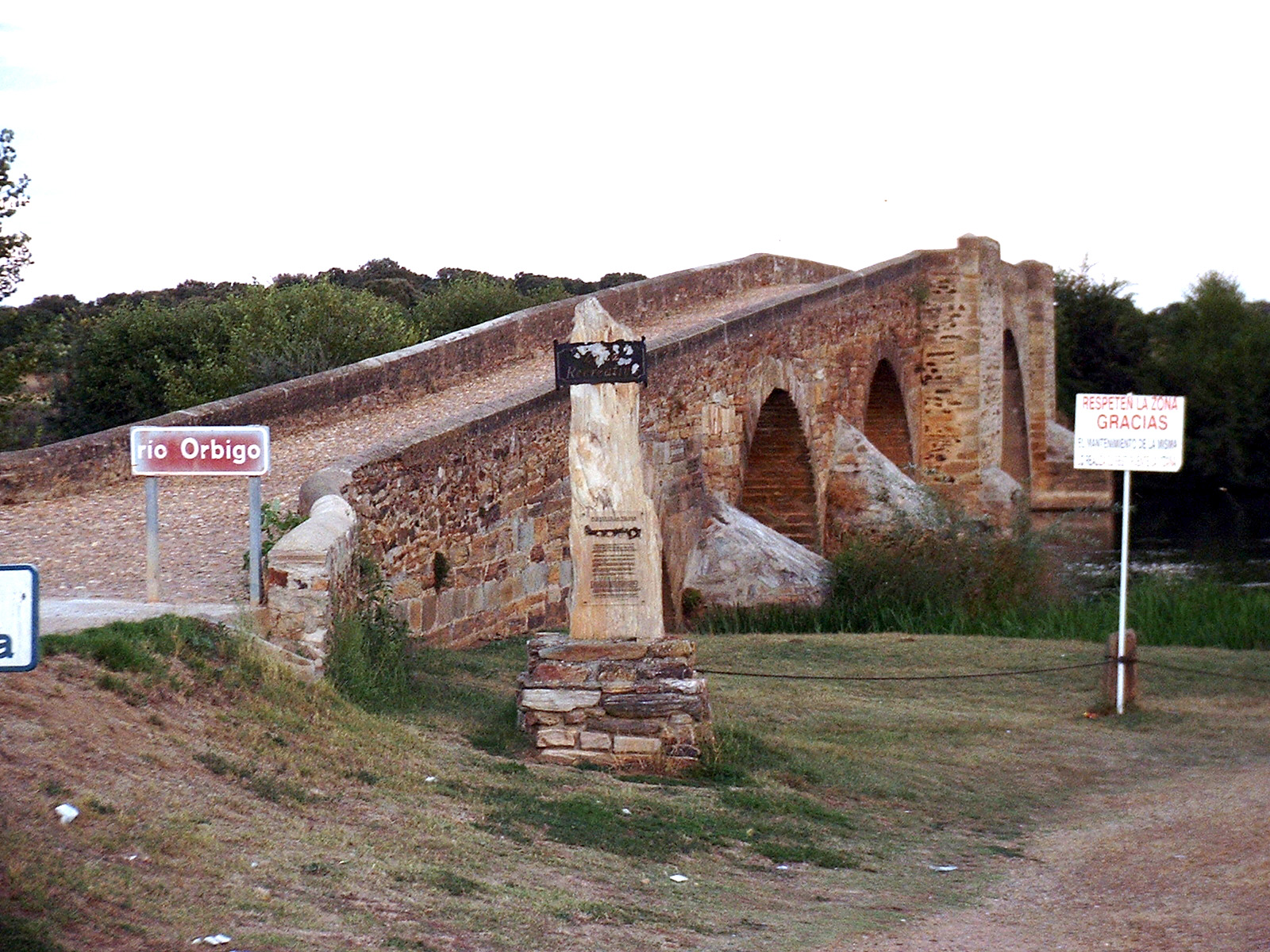
Puente de la Vizana, sobre el río Órbigo

Cuenta con una población de 573 habitantes (INE 2024).
| Gráfica de evolución demográfica de Alija del Infantado entre 1842 y 2021                                             |
| |
| Población de derecho según los censos de población del INE. Población de hecho según los censos de población del INE. |

## Economía
La villa de Alija del Infantado siempre tuvo como actividades económicas principales la agricultura y la ganadería, aunque en tiempos presentes la ganadería casi haya desaparecido y la agricultura se encuentra en un claro retroceso y apenas una docena de agricultores jóvenes mantienen la actividad.

## Comunicaciones

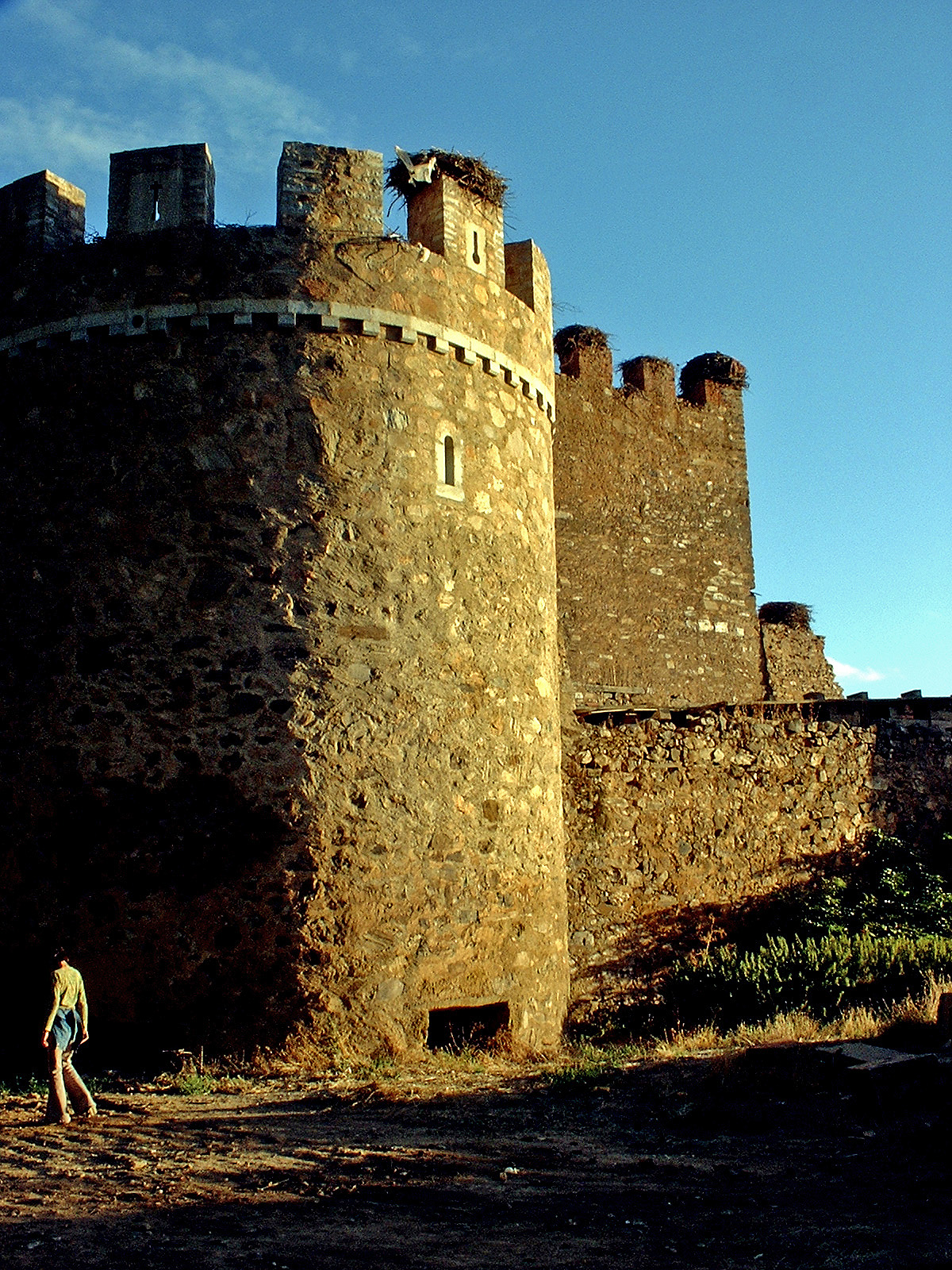
Castillo de Alija del Infantado

Alija del Infantado se sitúa junto a la carretera LE-114, que discurre paralela a la N-VI entre las poblaciones de Benavente y La Bañeza.

## Cultura

### Patrimonio
Los principales monumentos son las iglesias de San Verísimo y San Esteban, el castillo-palacio, y el puente de la Vizana. Cuenta con bodegas y edificios construidos con la arquitectura tradicional. Además, en el pueblo se encuentran varias fuentes de aguas minero-medicinales, que desde antiguo han sido utilizadas por la gente de la zona.

### El Jurru
El Jurru y los Castrones en la época del Antruejo, se celebra la lucha entre la tribu de Jurrus y Castrones. Los Jurrus representan el mal. Se cubren el rostro con máscaras demoníacas adornadas con pelo de animal y con dos cuernos. Llevan pinzas con dientes para derramar. Los Castrones simbolizan el bien. Llevan una bolsa de lino y llevan máscaras con carteles de cristal. La pelea termina con la victoria de los Castrones y se quema un muñeco que representa al Gran Jurru.

## Fiestas
Fiesta del Cristo: El 3 de mayo se venera el milagroso Cristo de la Veracruz, para celebrar el novenario en la Iglesia de San Verísimo como después para entronizarlo en el lugar habitual, tiene lugar una subasta, como piadoso ofrecimiento. El ganador de la subasta tiene la posibilidad de meter el Cristo en la ermita.
La sacramental: El 2.º fin de semana de cada mes de julio, Ayuntamiento y Cofradía se encargan de la Santa Misa y la Procesión que se celebran con extraordinario fervor, y en el aspecto profano actuaciones de orquestas y conjuntos de renombre, suelta de vaquillas, carrozas, juegos ancestrales.